# كمال مرجوان
كمال مرجوان مواليد 1 مارس 1965، هو ملاكم مغربي سابق، يشغل منصب مدرب منتخب الشباب المغربي للملاكمة.

## مسيرته
شارك مرجوان في الأولمبياد مرتين (1988 / 1992)، و في نسخة 1988 انهزم في ربع النهائي أمام الملاكم المنغولي نيرغوين انخباط.

## روابط خارجية
- كمال مرجوان على موقع أوليمبيديا (الإنجليزية)